# 2008年美國中西部大洪水

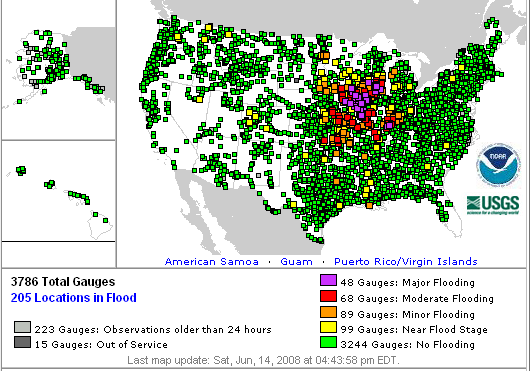
6月14日，中西部洪水的分布范圍

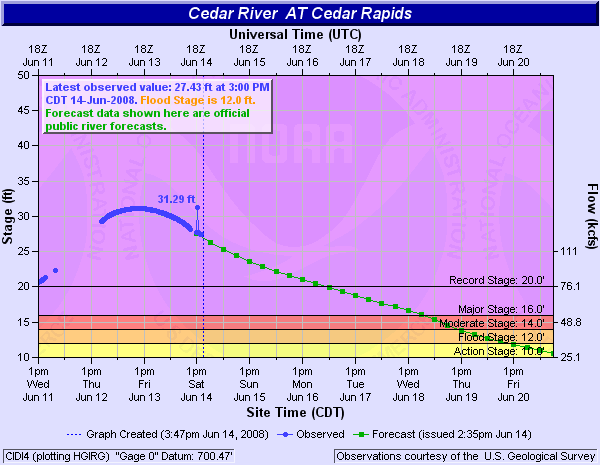
錫達河水位預計變化圖

2008年美國中西部大洪水是由于6月4日，美國中西部接連經歷包括龍卷風、冰雹、雷災、暴雨在內的各種嚴重惡劣天氣，導致該地區受到巨大的災難性破壞。引發的洪暴令上萬名低洼地區的居民必須緊急疏散。而6月5日的大量降雨令情況進一步惡化。6月7日起，特大洪水開始爆發，至今已經造成至少20人死亡，包括伊利諾伊州、印第安納州、艾奧瓦州、密歇根州、明尼蘇達州、密蘇里州、威斯康星州等多個美國州份都成為災區。密西西比河流域面臨1993年以來最大的洪災。其中，艾奧瓦州的災情最為嚴重，洪水規模被認為是500年一遇。洪水還導致了油價和糧食價格進一步上升等社會問題。

## 災情

### 伊利諾伊州
在芝加哥南部，至少發生了兩起大型龍卷風，對幾個街區造成嚴重的破壞。6月10日，伊利諾伊州東北部的幾個堤壩崩潰，淹沒了周圍75平方公里的農田。

### 印第安納州

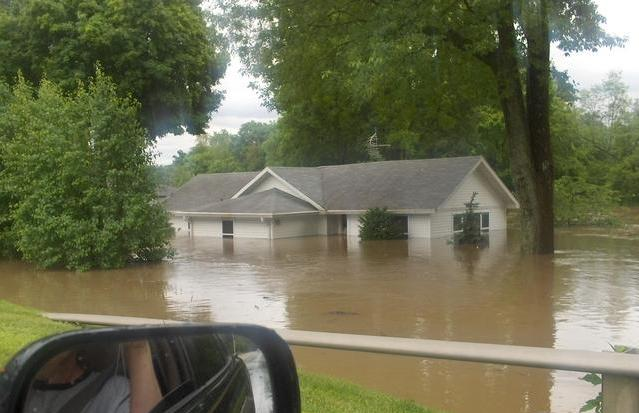
印第安納州的災情十分嚴重

印第安納的中部和西南部為嚴重災區。估計是次洪水是該州有史以來損失最慘重的一次自然災害。6月4日開始，洪水在中南部的布朗明頓附近出現；7日，蔓延至整個中南部和西部。在帕拉貢，曾在幾小時內錄得10英寸的雨量記錄，帕拉貢全城90%地方被浸入水中。 州內部分地區的洪水水位為1913年以來最高。
首府印第安納波利斯南部3個城鎮的進2000名居民由于擔心洪水泛濫，被要求撤離。
6月9日，喬治·W·布希總統宣布批准向受灾最重的印第安纳州中部29个县提供联邦紧急援助。 州長宣布全州23個受災縣進入緊急狀態，并要求美國海岸防衛隊為疏散居民和救援提供協助。
目前印第安納州的洪水共造成3人死亡。

### 艾奧瓦州

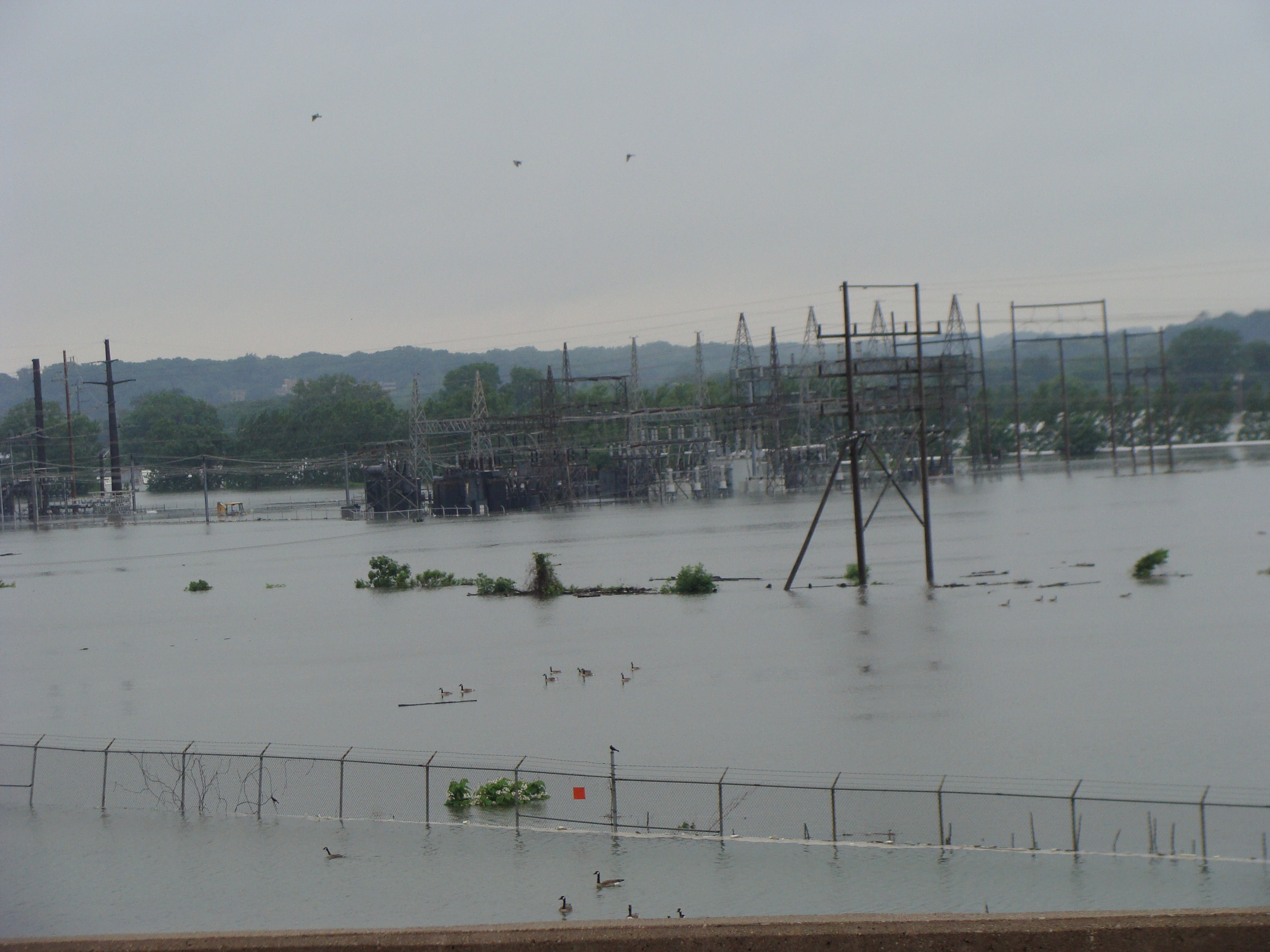
6月12日，锡达拉皮兹的水位漫過一個變電所

艾奧瓦的嚴重災情使4000户人家被迫撤離家園。艾奧瓦東部的艾奧瓦河和锡达河流域，水位超過1993年大洪水的記錄，峰值约为9.7米，已經達近500年來的最高位 州內各大主要公路都被迫關閉。
锡达拉皮兹的一个大坝已溃堤，估计锡达拉皮兹市有100个街區被洪水淹没。救援人員在就在過程中不得不使用船只才能接近被洪水圍困的3000多名民眾。政府呼吁志愿者参与帮助修建防洪堤，阻止洪水进一步蔓延。锡达拉皮兹市內還出現嚴重的水電供應危機，人們僅能用沙包保護唯一一口安全的水井，用機器從井中抽取飲用水。6月13日的一波洪水又湮沒了锡达拉皮兹進400個街區，居民被迫到學校或儘管避難，警察局、監獄等場所人員也要撤走，連醫院病人也得在深夜臨時疏散。 在附近的滑鐵盧，一條鐵路大橋倒塌，導致20輛斗车堕河。锡达河上除了一條橋之外，其他橋梁全部封閉。

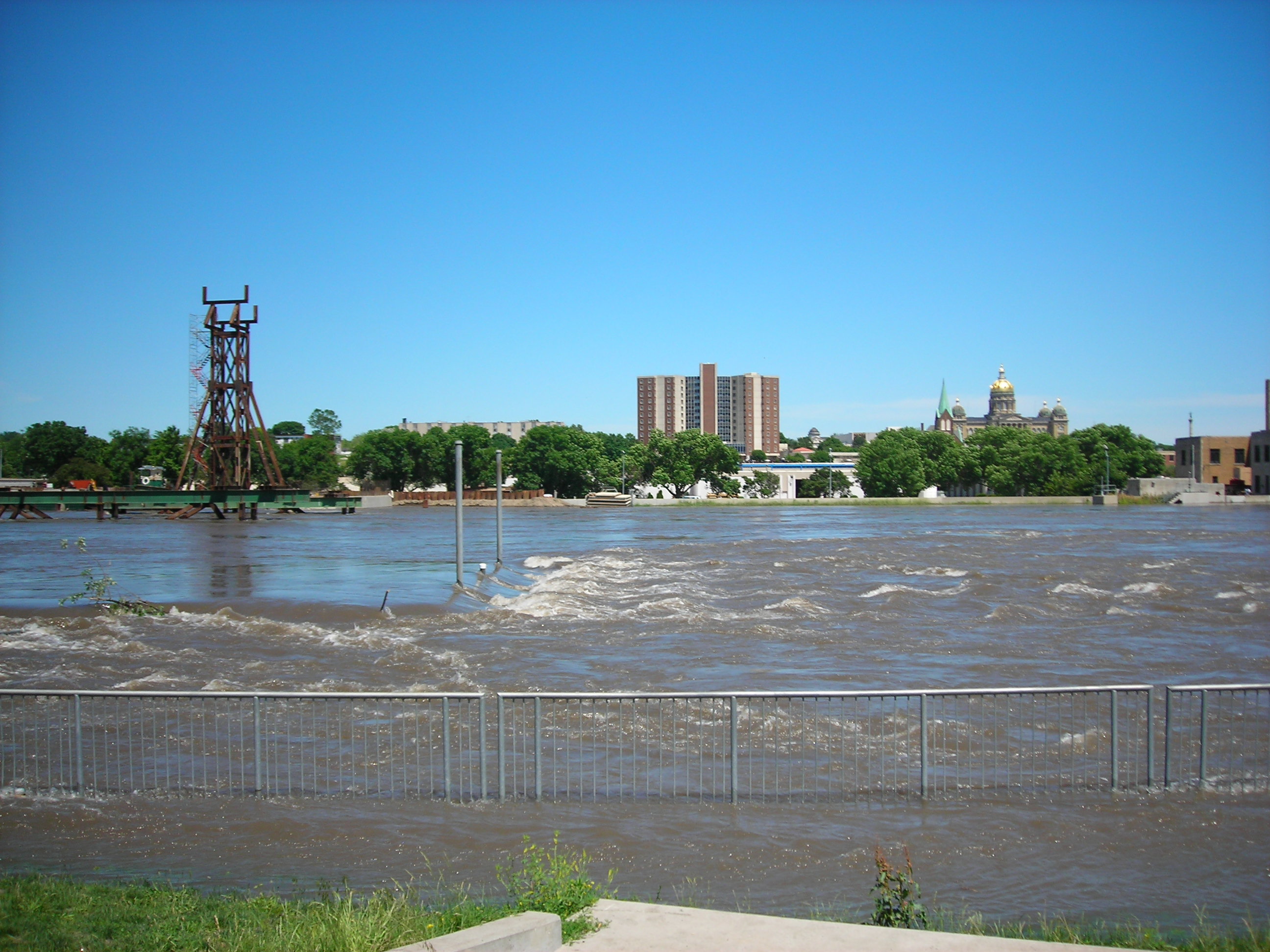
德梅因河水流急速，威脅市中心的安全

流经州首府德梅因的德梅因河洪水漫過用沙包筑成的防洪堤，進入市中心，政府緊急強制撤離計劃。
州長宣布全州99個縣中的83線為洪災災區；9条主要河流水位超过历史最高水平。
洪水在艾奧瓦已經造成最少15人死亡。其中6月11日，龍卷風襲擊艾奧瓦西部，橫掃一個童軍基地，造成最少4死48伤。

### 密歇根州
6月13日－14日的大暴雨導致密歇根南部出現洪水。大量公路和橋梁都沒法使用，房屋損毀嚴重。至少造成8人死亡。

### 明尼蘇達州
暴雨使明尼蘇達普勒斯頓至少75戶人家的房屋損毀，尊布罗河的洪水暴發后，部分居民撤離至海菲爾德躲避。锡达河的洪水嚴重威脅著奧斯丁市的安全。一名男子連人帶車陷入洪水中遇難。

### 密蘇里州
密西西比河的水位不斷上升，6月10日，漢尼拔市的水位超出洪水警戒線10尺。氣象部門預計水位在未來兩周之內還會繼續上漲。密蘇里州沿河兩岸地區大多有堤壩保護，但偏遠地區沒有。

### 威斯康星州
6月7日總共有11個龍卷風襲擊威斯康星，連日的暴雨導致河流和湖水泛濫，德爾斯地區的一座水壩在6月9日不堪重負決堤，沖走附近一座房屋。州長宣布全州30個縣進入緊急狀態。

## 影響

### 糧食危機加劇
全球糧食價格自2007年開始大幅度上揚，成為國際關注的一個焦點。而是次中西部大洪水的受災州份，尤其是艾奧瓦州和伊利諾伊州是美國大豆和玉米和主要產地，洪水淹沒大片農田，導致大豆和玉米失收，國際糧食期貨市場的糧食價格飛漲。芝加哥7月的玉米期貨價格上升至$7.214/蒲式耳，12月的更是攀升至$7.512／蒲式耳，觸及歷史最高位。
美國玉米生產遭到的破壞使乙醇生產收到嚴重影響，美國商業原油庫存量下降，原油和汽油價格持續攀升。

## 外部連結
- Associated Press. . 福克斯新聞網.   [2008-06-08]. （原始内容存档于2008-06-09）.
- Associated Press. . MSNBC.   [2008-06-08]. （原始内容存档于2013-01-15）.
- Associated Press, Indy 6 News. . Indy 6 News.   [2008-06-08]. （原始内容存档于2008-06-10）.
- Associated Press. . Fox News.   [2008-06-08]. （原始内容存档于2008-06-09）.
- Assoicated Press. . Fox News.   [2008-06-10]. （原始内容存档于2008-06-11）.